# Wolfgang Frisch (Jurist)
Wolfgang Frisch (* 16. Mai 1943 in Klášterec nad Ohří) ist ein deutscher Rechtswissenschaftler.

## Leben
Von 1962 bis 1966 studierte er Rechtswissenschaften an der Universität Erlangen-Nürnberg (erste juristische Staatsprüfung 1966). Nach dem juristischen Vorbereitungsdienst (1967–1971) am Oberlandesgericht Nürnberg, der Promotion 1970 zum Dr. iur., dem zweiten juristischen Staatsexamen 1971 in München und der Habilitation 1974 für die Fächer Strafrecht, Strafprozeßrecht und Rechtstheorie an der Universität Erlangen-Nürnberg war er von 1974 bis 1991 Professor (C3 und seit 1975 C4) an der Universität Mannheim und von 1992 bis zu seiner Emeritierung Professor (C4) für Strafrecht, Strafprozeßrecht und Rechtstheorie an der Albert-Ludwigs-Universität Freiburg.

## Schriften (Auswahl)
- Vorsatz und Risiko. Grundfragen des tatbestandsmäßigen Verhaltens und des Vorsatzes. Zugleich ein Beitrag zur Behandlung außertatbestandlicher Möglichkeitsvorstellungen. Köln 1983, ISBN 3-452-19344-6.
- Prognoseentscheidungen im Strafrecht. Zur normativen Relevanz empirischen Wissens und zur Entscheidung bei Nichtwissen. Heidelberg 1983, ISBN 3-7685-0783-1.
- Verwaltungsakzessorietät und Tatbestandsverständnis im Umweltstrafrecht. Zum Verhältnis von Umweltverwaltungsrecht und Strafrecht und zur strafrechtlichen Relevanz behördlicher Genehmigungen . Heidelberg 1993, ISBN 3-8114-4493-X.
- Tatbestandsmäßiges Verhalten und Zurechnung des Erfolgs. Heidelberg 2012, ISBN 3-8114-5433-1.